# Lago Kariba
El lago Kariba es el lago artificial y embalse más grande del mundo, en volumen. Se encuentra en la garganta de Kariba, en el río Zambeze, a unos 1300 km aguas arriba de la desembocadura en el océano Índico, a lo largo de la frontera entre Zambia y Zimbabue. Nació con la construcción de la presa de Kariba, dirigida por la empresa italiana Torno Internazionale SpA entre el 1955 y 1959. El cierre de la presa tuvo lugar el 2 de diciembre de 1958, la fecha oficial de llenado fue el 22 de enero de 1959. La inauguración fue hecha por la Reina Madre Elizabeth el 17 de mayo de 1960.[cita requerida] El lago tiene 280 km de largo y hasta 40 km de ancho y cubre un área de 5400 km². Su profundidad media es de 31 m y la máxima de 78 m. El lago tiene 190 islas en Zimbabue y 103 en Zambia, todas las islas abarcan una superficie de 147 km² y 604 km de costa.

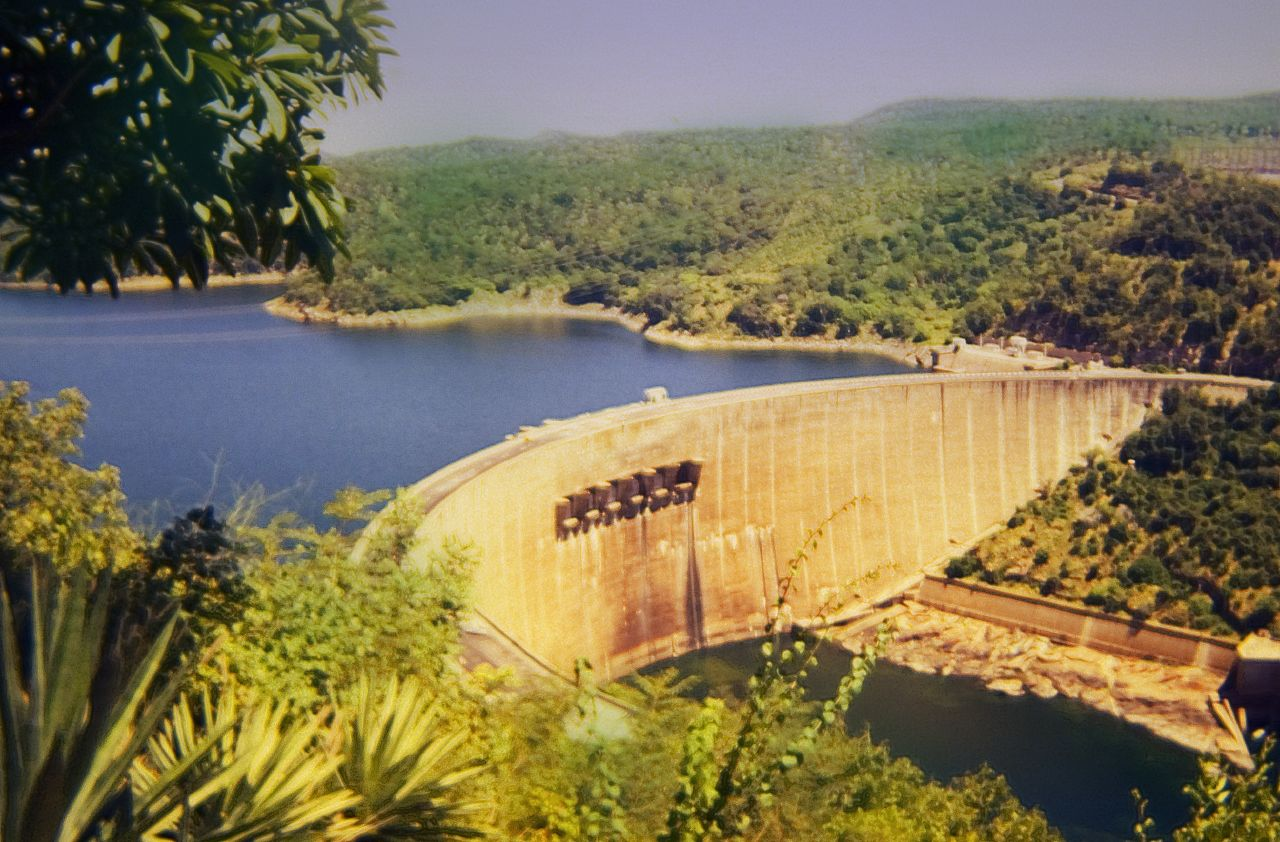
Vista de la presa de Kariba.

Desde su construcción y llenado, la región ha sido objeto de muchos terremotos, veinte de ellos por encima del 5 en la escala de Richter. La hipótesis es que la actividad sísmica se debe a la enorme presión intersticial de agua del lago (unos 200 000 millones de toneladas). La historia sísmica de la región antes de la construcción de la presa no es bien conocida, pero sabemos que un terremoto de magnitud 6,0 se registró en mayo de 1910, lo que parece demostrar la existencia de actividad sísmica anterior a la construcción de la presa. La influencia del lago sobre la actividad sísmica en la región aún no se ha demostrado claramente.
Situado al sur de Lusaka, este lago está bordeado por una costa salvaje y poco habitada, compartida por Zambia y Zimbabue. En la parte de Zimbabue es donde se encuentran las pocas instalaciones turísticas que existen.

## Fauna

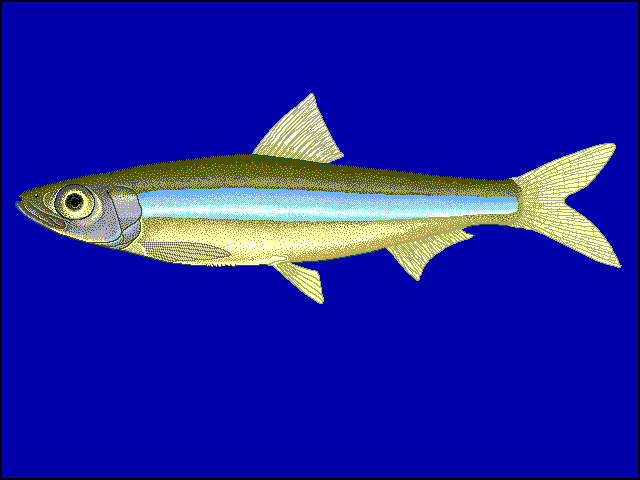
Sardina del lago Tanganica (Limnothrissa miodon), una especie introducida en el Kariba.

Se han inventariado al menos 41 especies de peces, como la (Anguilla bengalensis); un clupeido, la sardina del lago Tanganica (Limnothrissa miodon), introducida desde el lago Tanganica en 1967; cuatro mormiridos; cuatro characidos, entre ellos el imberi (Brycinus imbere); dos distichodontidos, el nkupe (Distichodus mossambicus) y el chessa (Distichodus schenga); dos Schilbeidae; dos clariidos, entre ellos el vundu (Heterobranchus longifilis), muy grande; un pez gato eléctrico (Malapterurus electricus); dos mochokidos; 10 ciprínidos, entre ellos 6 barbos; un cyprinodontido y 11 cíclidos.